# Блант (Јужна Дакота)
Блант (енгл. Blunt) град је у америчкој савезној држави Јужна Дакота.

## Демографија
По попису из 2010. године број становника је 354, што је 16 (-4,3%) становника мање него 2000. године.
| Група             | 2000.       | 2010.       |
| Белци             | 351 (94,9%) | 308 (87,0%) |
| Афроамериканци    | 0 (0,0%)    | 9 (2,5%)    |
| Азијати           | 0 (0,0%)    | 1 (0,3%)    |
| Хиспаноамериканци | 5 (1,4%)    | 14 (4,0%)   |
| Укупно            | 370         | 354         |